# Lịch sử Phật giáo ở Ấn Độ

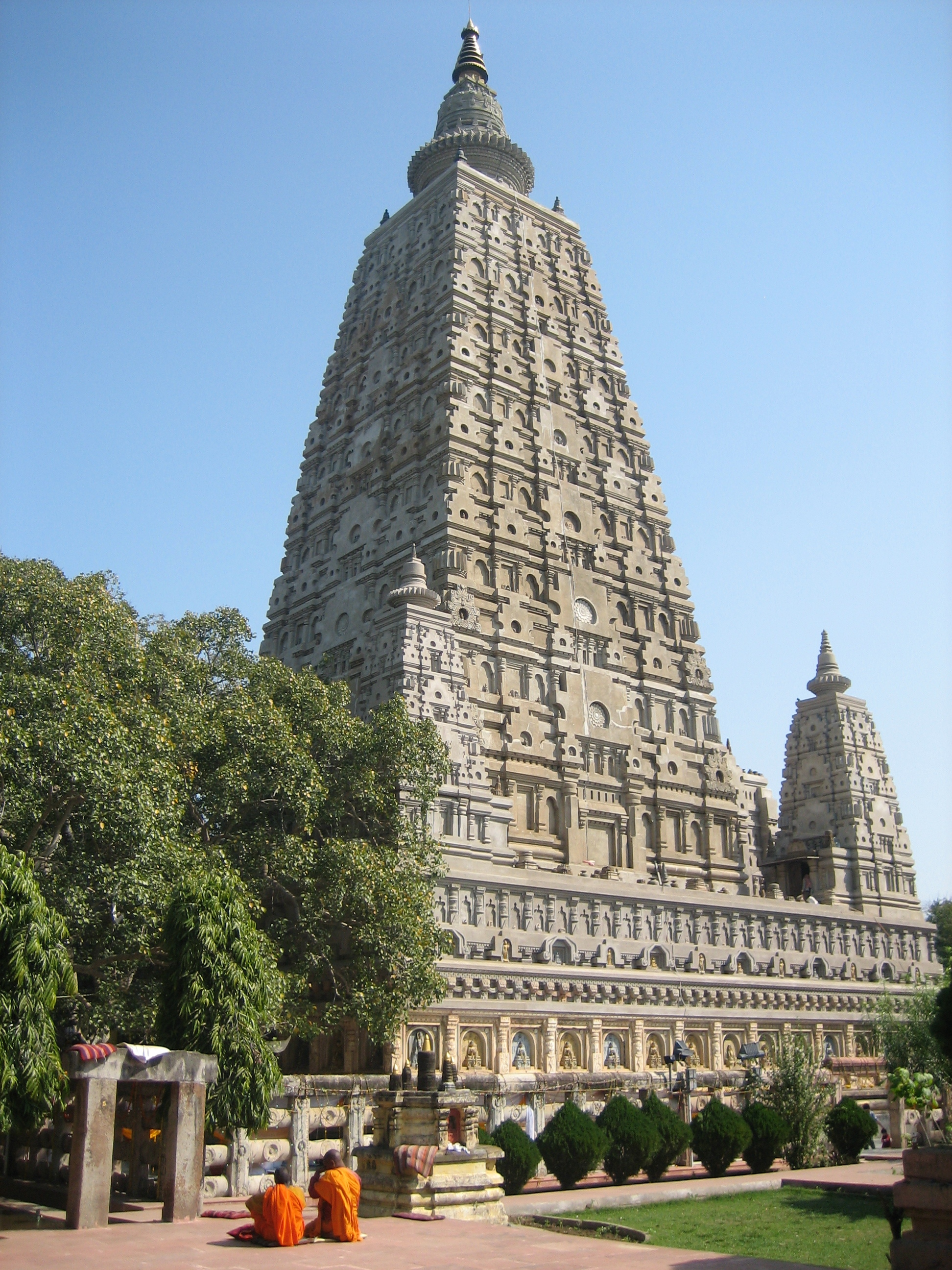
Tháp Mahabodhi, một Di sản thế giới của UNESCO, là một trong 4 thánh tích của Phật Thích-ca, nơi ông đã chứng đạo. Bảo tháp được vua Ấn Độ Ashoka xây vào thế kỷ thứ 3 TCN, và mang hình dáng hiện tại kể từ kỷ thứ 5 hoặc thế kỷ thứ 6 CN. Đây là một trong những ngôi chùa Phật giáo đầu tiên được xây dựng hoàn toàn bằng gạch, vẫn còn tồn tại ở Ấn Độ, từ cuối thời kỳ Gupta.

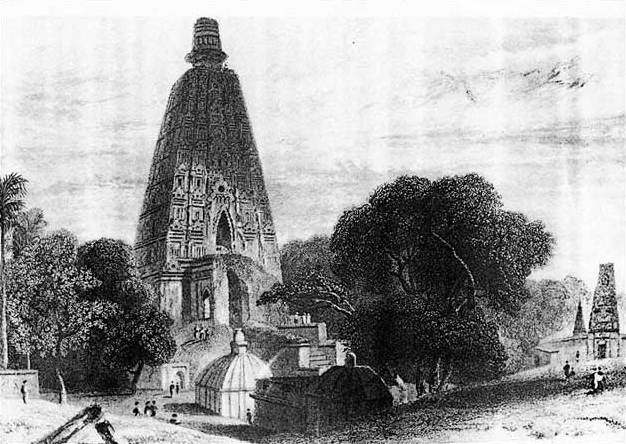
Ngôi đền Mahabodhi Temple trước khi tu bổ, Bodh Gaya, 1780s'

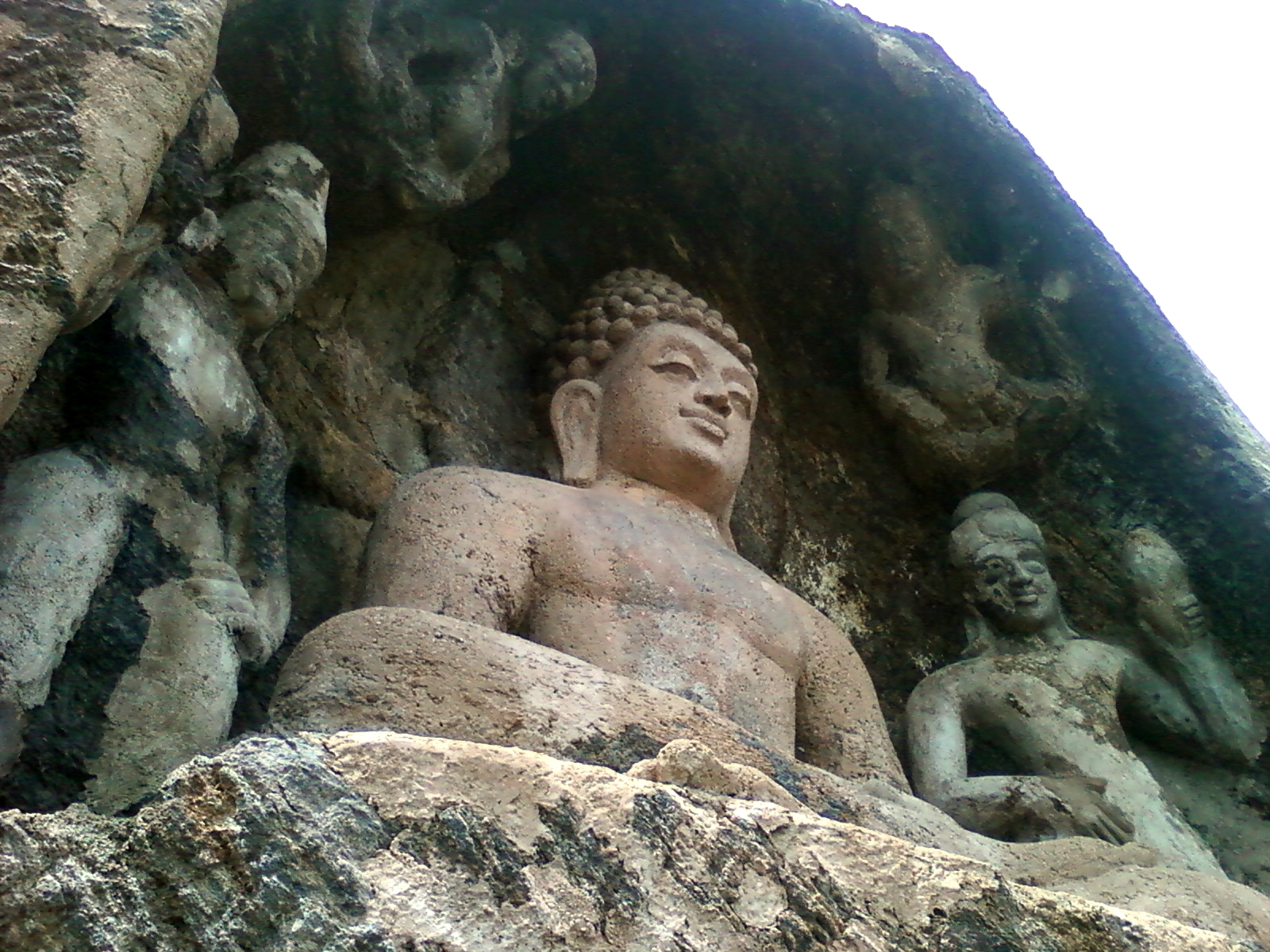
Tượng Phật Thích-ca tại Bojjanakonda gần Anakapalle thuộc tỉnh Visakhapatnam

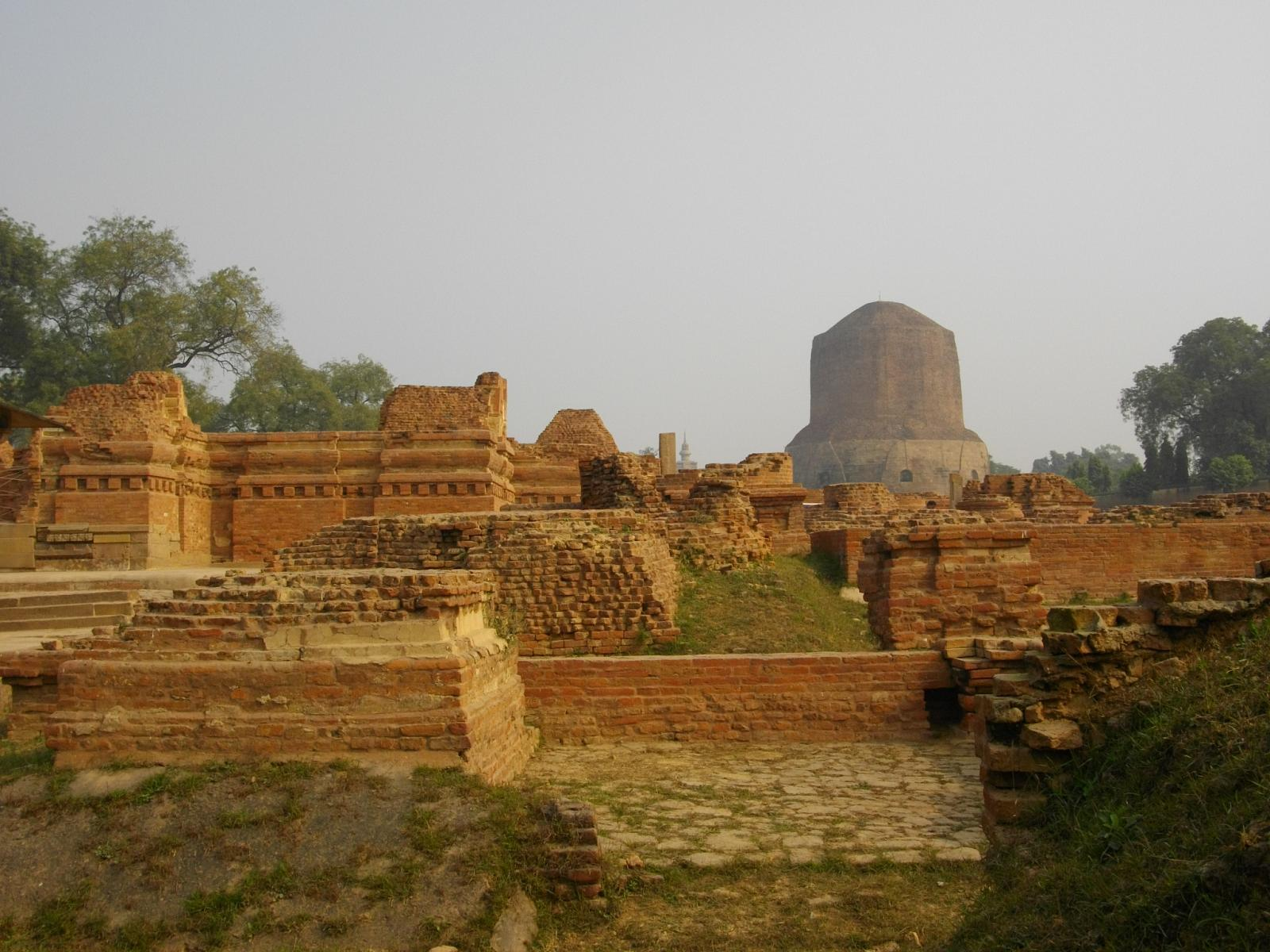
Khu tu hành cổ Phật giáo gần khu lưu niệm Dhamekh Stupa, Sarnath

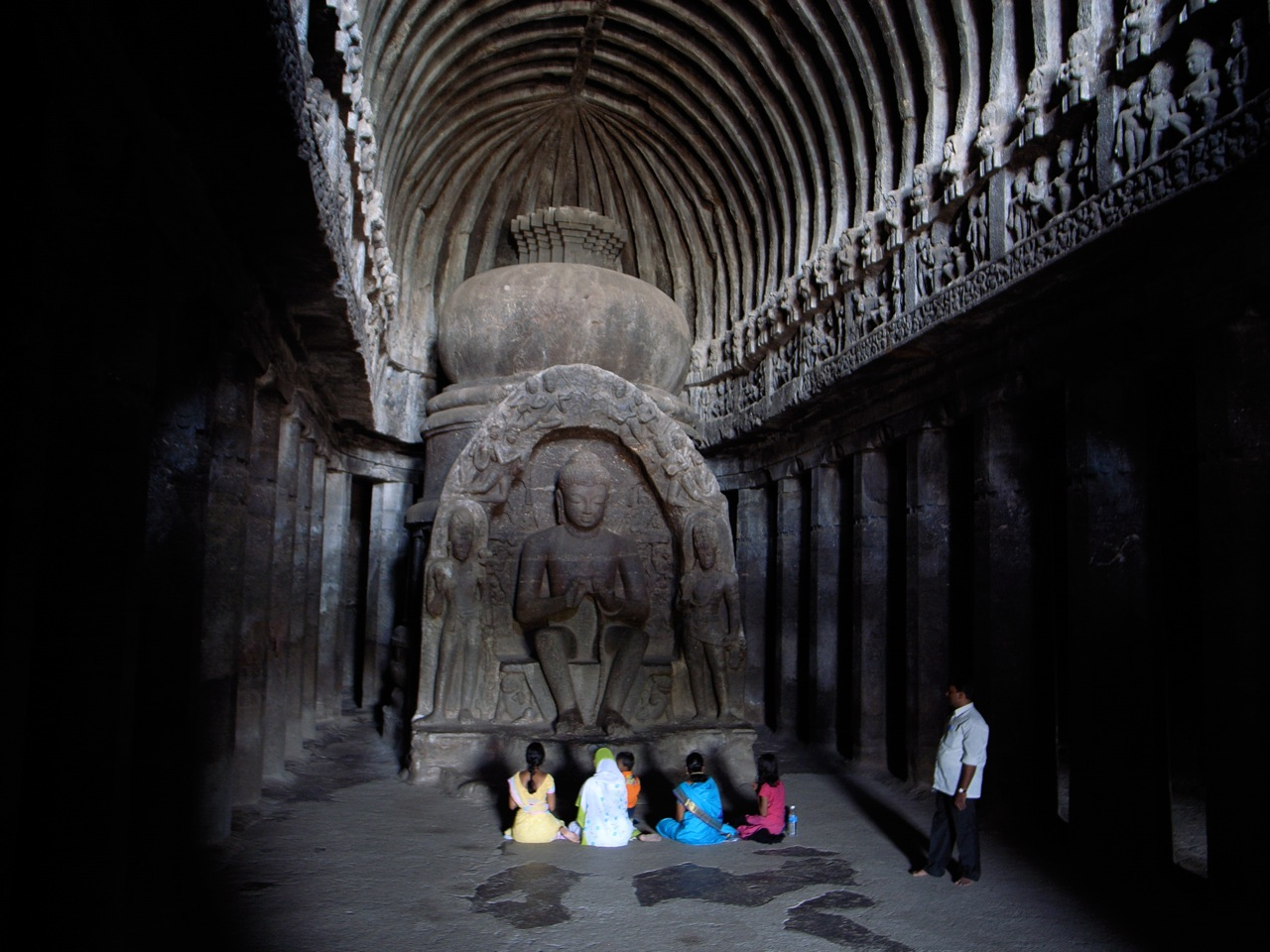
Thờ cúng tại một trong các hang động Ellora.

Phật giáo là một tôn giáo lớn ở trên thế giới, mà đã phát sinh trong và xung quanh vương quốc cổ Magadha (nay thuộc bang Bihar, Ấn Độ), và được dựa trên những lời dạy của Tất-đạt-đa Cồ-đàm (Siddhartha Gautama), người được coi là "Phật" (người thức tỉnh). Phật giáo đã lan truyền ra bên ngoài nước Magadha trong khi Đức Phật còn sống.
Dưới thời trị vì của vua Ashoka nhà Maurya – một Phật tử mộ đạo, cộng đồng Phật giáo chia thành hai nhánh: Đại chúng bộ và Phật giáo Nguyên thủy (Sthaviravāda). Hai nhánh này lại truyền bá ra khắp Ấn Độ và chia thành nhiều tiểu phái. Trong thời hiện đại, hai chi nhánh lớn của Phật giáo còn tồn tại: Nam Tông (Theravada) ở Sri Lanka và Đông Nam Á, và Bắc Tông suốt dãy Himalaya và Đông Á.
Việc thực hành Phật giáo như là một tôn giáo riêng biệt và có tổ chức mất ảnh hưởng sau khi triều đại Gupta (khoảng thế kỷ thứ 7), và biến mất hoàn toàn ở tại nước nơi mà nó bắt nguồn vào đầu thế kỷ 13 bởi sự huỷ diệt của quân đội chính quyền Hồi giáo từ bên ngoài, nhưng nó không phải không để lại tác động lớn đáng kể. Thực hành Phật giáo phổ biến nhất và Phật giáo hiện diện lớn ở khu vực Himalaya như Sikkim, Ladakh, Arunachal Pradesh, các khu vực đồi núi Darjeeling ở Tây Bengal, khu vực Lahaul và Spiti vùng trên Himachal Pradesh. Những di tích cũng được tìm thấy ở Andhra Pradesh, nguồn gốc của Phật giáo Đại thừa . Phật giáo đã chính thức xuất hiện trở lại ở tại Ấn Độ vào giữa thế kỷ 20, bắt đầu từ phong trào Phật giáo Dalit do Bhimrao Ambedkar đứng đầu để đẩy mạnh và xúc tiến việc cải đạo cho người dân Ấn Độ từ Hindu giáo sang thành Phật giáo. Theo Thống kê dân số năm 2010, Phật tử chiếm khoảng 0,8% dân số Ấn Độ, hoặc 9.250.000 người.

## Tất-đạt-đa Cồ-đàm
Đức Phật sinh ra ở Lâm-Tỳ-Ni ở đồng bằng miền Trung, thuộc Nepal, là con trai của Tịnh Phạn - thủ lĩnh dân Shakya tại Kapilvastu. Sau khi tu khổ hạnh và thiền định theo kiểu thực hành Samana, Đức Phật đã khám phá ra Trung đạo của Phật giáo, một con đường điều độ từ những thái cực của sự sa ngã và tự hành xác.
Tất-đạt-đa Cồ-đàm đạt được giác ngộ ngồi khi dưới một cây bồ đề, tại Bồ Đề Đạo Tràng, Ấn Độ. Tất-đạt-đa, từ đó về sau, được gọi là"người tự Giác Ngộ hoàn hảo", hay Phật. Đức Phật đã được sự bảo trợ của nhà cai trị Magadha, vua Tần-bà-sa-la. Vị hoàng đế chấp nhận Phật giáo là đức tin cá nhân và cho phép thành lập "tịnh xá" Phật Giáo. Điều này cuối cùng dẫn đến việc thay đổi tên của toàn bộ vùng này thành Bihar.
Tại khu vực bảo tồn nước công viên hưu gần Varanasi ở miền bắc Ấn Độ, Đức Phật bắt đầu những bài giảng đầu tiên, gọi là "Chuyển Pháp luân"cho nhóm năm người, mà trước đây ông đã tìm cách giác ngộ. Năm vị Tỳ-kheo đó trở thành năm đệ tử đầu tiên của ông và là hạt nhân đầu tiên của Tăng-già, một trong"Ba ngôi báu"hay Tam bảo, ba cơ sở chính của Phật giáo: Phật, Pháp, Tăng, tức là bậc giác ngộ, giáo pháp của bậc giác ngộ và những người bạn đồng học.
Trong những năm còn lại của cuộc đời mình, Đức Phật được cho là đã đi du lịch ở đồng bằng Bắc Ấn Độ sông Hằng và các vùng khác.
Đức Phật đã đạt được Niết Bàn tại Kushinagar.